# Viktor Boháč (1932)
Viktor Boháč (* 22. února 1932 Praha – 13. dubna 2022 Nymburk) byl český politik.

## Život
V roce 1951 maturoval na reálném gymnáziu v Nymburce, kde se setkal s bratry Mašíny a později popraveným Zbyňkem Janatou. Jeho otec Ing. Viktor Boháč se zúčastnil protikomunistického odboje, byl odsouzen. Viktor Boháč ml. nesměl z těchto důvodů studovat na žádné vysoké škole v Československu. Vojenskou službu musel vykonat u jednotek PTP a TP – Technických praporů. Až do roku 1989 byl pronásledován komunistickým režimem se všemi důsledky jak v pracovním, tak i v osobním životě. Po roce 1989 navázal na odkaz svého otce a vstoupil do obnovené Československé strany národně socialistické. Stal se jejím předsedou na Nymbursku a byl za tuto stranu dvě volební období v radě města Nymburka. Publikuje v regionálních i celostátních novinách. Byl vybrán do projektů Paměť národa a Příběhy 20. století.
V roce 1951 maturoval na reálném gymnáziu v Nymburce, kde se setkal s bratry Mašíny a později popraveným Zbyňkem Janatou. Jeho otec Ing. Viktor Boháč se zúčastnil protikomunistického odboje, byl odsouzen. Viktor Boháč ml. nesměl z těchto důvodů studovat na žádné vysoké škole v Československu. Vojenskou službu musel vykonat u jednotek PTP a TP – Technických praporů. Až do roku 1989 byl pronásledován komunistickým režimem se všemi důsledky jak v pracovním, tak i v osobním životě. Po roce 1989 navázal na odkaz svého otce a vstoupil do obnovené Československé strany národně socialistické. Stal se jejím předsedou na Nymbursku a byl za tuto stranu dvě volební období v radě města Nymburka. Publikuje v regionálních i celostátních novinách. Byl vybrán do projektů Paměť národa a Příběhy 20. století.